# アイゼナッハ - リヒテンフェルス線
アイゼナッハ - リヒテンフェルス線（ドイツ語: Bahnstrecke Eisenach–Richtenfels）はドイツ連邦共和国テューリンゲン州アイゼナッハとバイエルン州リヒテンフェルスを結ぶ単線の幹線鉄道で、ヴェラ鉄道会社（Werra-Eisenbahn-Gesellschaft）により建設・運営された。主要経由地はマイニンゲン、アルスフェルト、コーブルクなどであり、現在アイスフェルト - コーブルク北駅間は廃止されている。ヴェラ川の長い沿線と鉄道会社名のため、この路線は「ヴェラ鉄道」とも呼ばれる。

## 沿線概況
列車はアイゼナッハ駅を出発して、すぐにハレ - ベーブラ線から離れる。この路線は2％の傾斜度の登り坂を通じてテューリンゲン森を貫通する。全長549 mのフェルタトンネルの出口に高度差はおよそ100 mである。列車は緩慢な傾斜でヴェラ川に向かう。オーバーローン - バート・ザルツンゲン間にこの路線は沼の低地を貫通する。バート・ザルツンゲン - アイスフェルト間はヴェラ川と並行する。ウンターマースフェルト駅でシュヴァインフルト - マイニンゲン線がこの路線と離れて、グリンメンタール駅でノイディーテンドルフ - リッチェンハウゼン線はこの路線とX字形で交差する。
アイスフェルト駅ではアイスフェルト - ゾンネベルク線が接続して、この路線の廃線跡はランゲ山地を貫通する。高度は437 mからコーブルクで295 mに低くなる。
列車はコーブルク駅から南へ向かってクライドリッツ駅で方向を転換する。ニーダーフュルバッハ分岐点から高速線の連絡線が分岐してこの路線はフュルバッハ高架橋と交差する。エバーグリーンから列車は南の方へ走行してマイン川鉄道橋を通過する。リヒテンフェルス駅の寸前に旧ルトヴィヒ南北鉄道がこの路線に合流する。

## 歴史

### ヴェラ鉄道およびプロイセン鉄道
1841年にザクセン・ヴァイマル・アイゼナッハ大公国、ザクセン・コーブルク・ゴータ公国、ザクセン・マイニンゲン公国はアイゼナッハ - コーブルク間鉄道建設に関する条約を締結した。1845年に三つの公国とバイエルン王国はヴェラ鉄道とルトヴィヒ南北鉄道の連結に関する協定を締結した。鉄道建設許可は1855年新たに設立されたヴェラ鉄道会社が獲得した。1856年2月18日に建設工事はテーマル近郊グリメルスハウゼンで開始された。1858年11月1日にアイゼナッハ - コーブルク区間が開業された。この区間で扇形庫10軒、車両工場一ヶ所、信号所128軒、橋梁31ヶ所、トンネル一本が建設された。開通日の翌日に列車運行が正式に開始された。残りのコーブルク - リヒテンフェルス間は1859年1月に開通された。
全体の路盤は最初から複線向けに設計された。しかし1910年まで複線で改修された区間はアイゼナッハ - バート・バート・ザルツンゲン間、シュヴァルンゲン - ヴァーズンゲン間、マイニンゲン - グリーメンタール間、コーブルク - クライドリッツ間であった。1863年車両補修施設が車両工場に備えられて、工場は現在南テューリンゲン鉄道（Süd-Thüringen-Bahn, STB）の車両基地となっている。1895年10月1日にプロイセン鉄道がヴェラ鉄道会社を2500万マルクで引き受けて、アイゼナッハ - エバースドルフの国境線区間はプロイセン鉄道の鉄道網に編入された。

### ドイツ国営鉄道
第一次世界大戦の終戦後、ドイツ国営鉄道がプロイセン鉄道など8ヶ国の国鉄を引き受けた。この路線は1945年までエアフルト管理局に属して、マイニンゲンに施設部（Betriebinspektion）・運輸営業部（Verkehrsinspektion）・車両部（Mashineninspektion）が設置された。旅客運送および貨物運送の部門でこの路線はフランケン地方とテューリンゲン州南部で多大な重要性を持った。
1945年4月8日にアイスフェルトの鉄道橋が、その二日後シュナイのマイン川鉄道橋が爆破された。ドイツの分断によりアイスフェルト - ゴェルスドルフ間の列車通行は中止となった。一方、マイン川鉄道橋は1945年10月に仮設上部構造で一時的に復旧されて、列車の許容速度は20 km/hであった。

### ドイツ国営鉄道（東ドイツ）およびドイツ連邦鉄道
ゴェルスドルフ - ティーフェンラウター間に倒れそうな立体交差路があったので、その区間は1949年8月30日に廃止された。1950年10月5日に電気運転がコーブルク - リヒテンフェルス間に実現されて、その区間は前後西ドイツで実行された最初の電化区間であった。
1962年4月にフェルタ - ゲルストゥンゲン線が開通されて、アイゼナッハ - フェルタ間は東ドイツ時代にハレ - ベーブラ線の迂回経路となった。1969年初にマイン川鉄道橋は長さ130 mで改築された。
1975年にコーブルク - ノイシュタット間電車線が備えられた。ティーフェンラウター行き貨物列車は1976年7月1日まで維持されて、ドイツ連邦鉄道はその先日から東西ドイツ境界線 - ドェルフレース＝エスバッハ分岐点区間の廃止を実行した。1989年以前に一部鉄道敷地はラウテルタールおよびドェルフレース＝エスバッハで民間に売却されて、原型復元は不可能となった。

### ドイツ鉄道
2008年11月2日に開通150周年記念祝祭がマイニンゲン駅で開催されて、駅舎の銘板が公開された。バンベルク - エアフルト高速線の建設過程でコーブルク市の区間が2017年1月に20日間封鎖されて、二番目の線路とニーダーフュルバッハ連絡線向けの渡り線が設置された。クライアント駅の信号・保安装置はコーブルク駅の運転指令所と連結された。同年6月3日と同月18日の間にコーブルク市の区間はドイツ再統一交通プロジェクト第8号に関する改修工事のため封鎖された。2018年と2019年に運転指令所設置を含める改修工事がマイニンゲン駅で実行された。

## 運行形態
シュナイ - リヒテンフェルス間の運賃制はニュルンベルク広域運輸連合 (Verkerhsverbund Großraum Nürnberg、VGN) により管理されている。
- 快速列車（RE 19）: ゾンネベルク - コーブルク北駅 - コーブルク - バンベルク - エアランゲン - ニュルンベルク。120分ごと。
- 快速列車（RE 49）: ゾンネベルク - コーブルク北駅 - コーブルク - グループ・アム・フォルスト - リヒテンフェルス - バンベルク - エアランゲン - ニュルンベルク。120分ごと。
- 普通列車（RB 24）: コーブルク - クライドリッツ - グループ・アム・フォルスト - エバースドルフ - シュナイ - リヒテンフェルス - バイロイト。60分ごと。私設鉄道アギリス鉄道運営。
- 普通列車（RB 41）: 南テューリンゲン鉄道運営[8]。
  - 系統1: アイゼナッハ - フェルタ - マルクズール - エッテンハウゼン - オーバーローン - バート・ザルツンゲン - インメルボルン - ブライトゥンゲン - ヴェルンハウゼン - シュヴァルンゲン - ヴァーズンゲン - ヴァルドルフ - マイニンゲン。60分ごと。
  - 系統2: マイニンゲン - グリーメンタール - ファッハドルフ - テーマル - ロイリート - ヒルトブルクハウゼン - ファイルスドルフ - ハラース - アイスフェルト - ゾンネベルク。60分ごと。